# Spiaggia di Svanemøllen

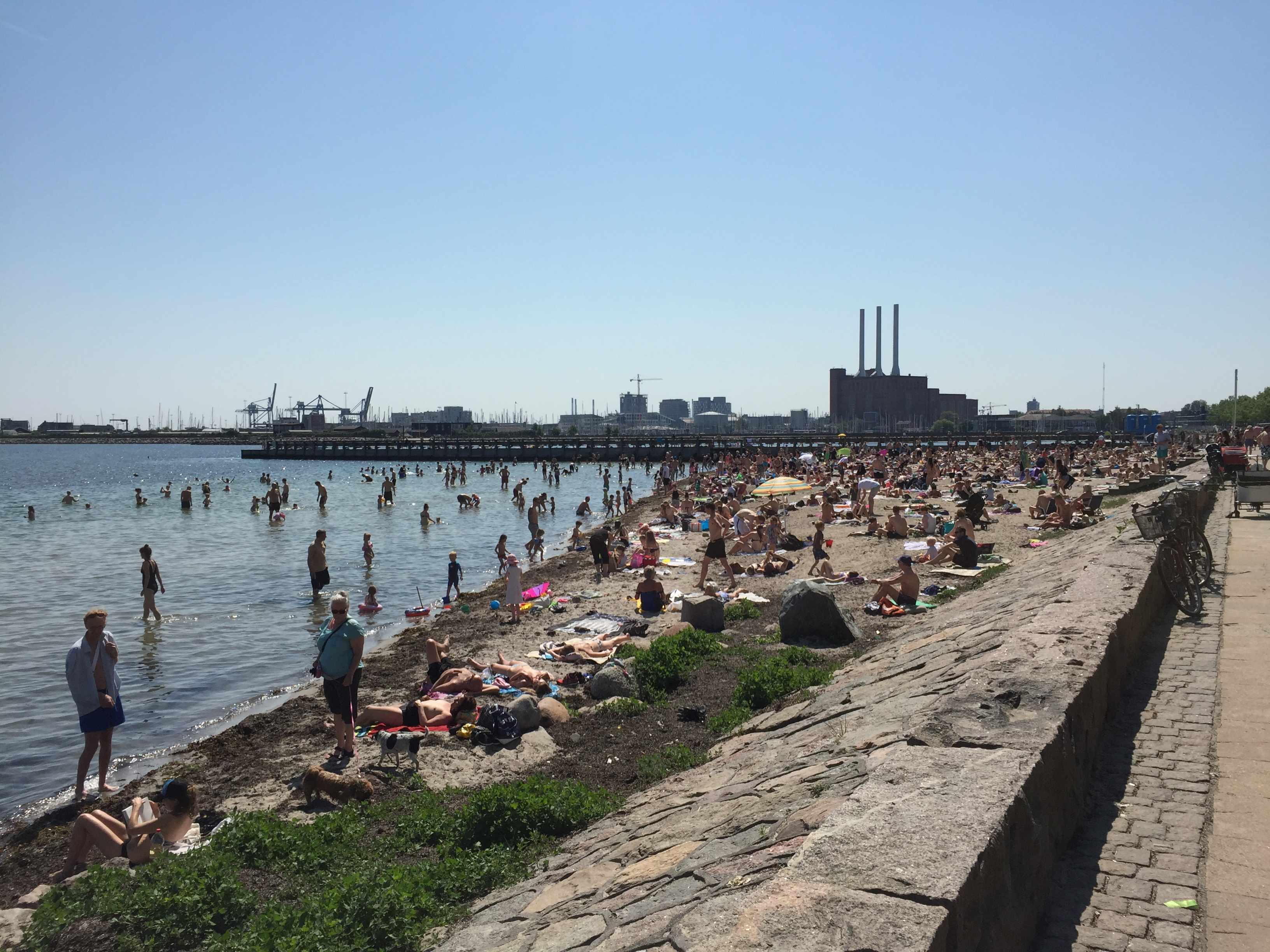
La spiaggia di Svanemøllen in una tipica giornata di sole

La spiaggia di Svanemøllen (Svanemøllestranden in danese) è una spiaggia artificiale di 4.000 mq costruita nel quartiere centrale di Østerbro, a Copenaghen.
Progettata nel 2007, è stata inaugurata il 20 giugno 2010. Essa comprende un molo di 130 metri e, secondo il quotidiano danese Politiken, si tratta della "spiaggia più bella della città".